# Psychotria quinqueradiata
Psychotria quinqueradiata là một loài thực vật có hoa trong họ Thiến thảo. Loài này được Pol. miêu tả khoa học đầu tiên năm 1877.